# 白尾山蜂鸟
白尾山蜂鳥（学名：Urochroa bougueri），又称褐颊白尾蜂鸟，是雨燕目蜂鸟科的一种鸟类。
白尾山蜂鳥体重约11.4克，翼长约78.6毫米，嘴峰长约33.3毫米，喙宽度约3.1毫米，喙厚度约2.8毫米，跗蹠长约8.2毫米，尾长约46.8毫米。白尾山蜂鳥在其分布区内为留鸟，其栖息在密集的高大树木组成的森林中，食性为草食性，主要食物来源是植物的花蜜。
白尾山蜂鳥分布于哥伦比亚西南部和厄瓜多尔西北部的安第斯山脉。该物种是单型物种，没有亚种分化。